# قلعه آب سفید آب
قلعه آب سفید آب مربوط به دوره صفوی است و در استان اصفهان، شهرستان کاشان، بخش مرکزی، شهر کاشان، فین بزرگ، محله آب سفید آب واقع شده و این اثر در تاریخ ۱۵ دی ۱۳۸۷ با شمارهٔ ثبت ۲۴۰۱۶ به‌عنوان یکی از آثار ملی ایران به ثبت رسیده است.